# Recinto abaluartado de Elvas
El sistema abaluartado de Elvas se localiza en la ciudad del mismo nombre, en el Distrito de Portalegre, Portugal.
Elvas constituyó un punto estratégico de defensa limítrofe de Portugal en la región del Alto Alentejo. Por esta razón, concentró, a lo largo de los siglos, un poderoso sistema defensivo, basado en las suaves elevaciones distribuidas por la planicie circundante y en el vecino río Guadiana.
La guarnición fronteriza y fortificaciones de la ciudad de Elvas fueron declaradas Patrimonio de la Humanidad por la Unesco en 2012.

## Historia
En la Guerra de Restauración portuguesa, la importancia de la posición estratégica de Elvas, junto a la frontera con España, la llevó a ser la sede del gobierno militar del Alentejo, bajo mando de Matías de Albuquerque, militar que inició extensos cambios e importantes refuerzos en la estructura defensiva de la ciudad. Esta estructura defensiva sería probada en poco tiempo cuando, estando guardada por un efectivo de unos 2.000 soldados, resistió a un cerco de 15.000 soldados españoles, bajo el mando del marqués de Torrecusa, durante nueve días, en noviembre de 1644. Nuevamente sitiada a finales de 1658, en enero de 1659 la victoria portuguesa en la batalla de las Líneas de Elvas, salvó a esta ciudad y a Portugal de caer una vez más en poder de Felipe IV de España. En su hoja de éxitos está además la resistencia a los cercos de 1663, 1706, 1711 e 1801 (este último durante la llamada Guerra de las Naranjas).

## Características
Alabada por los entendidos como la plaza fuerte más poderosa de Portugal, considerada inexpugnable, las obras de su cintura exterior quedaron a cargo del teniente-general Rui Correia Lucas, habiendo colaborado en el proyecto nombres de notables como Soremans y el jesuita holandés Cosmander, este último responsable del proyecto de una gran cisterna de 2200 m³.
El recinto defensivo estaba integrado por siete baluartes, tres medio-baluartes, dos redondos, ocho medias lunas y tres contra-guardas, además de cortinas monumentales. En el interior, en el área urbana de marcadas  características militares, se encontraban los cuarteles de casernas, casamatas para las tropas, depósitos y polvorines.

### Fuertes
La declaración de la Unesco recoge los siguientes bienes individuales:
| ID          | Nombre y localización                   | Coordenadas                                         | Propiedad (ha) | Zona de buffer |
| 1367bis-001 | Acueducto de Amoreira                   | 38°52′40.82″N 7°10′20.93″O / 38.8780056, -7.1724806 | 0,8148         | 690 ha         |
| 1367bis-002 | Centro histórico                        | 38°52′50.22″N 7°9′47.95″O / 38.8806167, -7.1633194  | 125,4311       | —              |
| 1367bis-003 | Fuerte de Santa Luzia y la via cubierta | 38°52′22.63″N 7°9′29.78″O / 38.8729528, -7.1582722  | 19,7116        | —              |
| 1367bis-004 | Fuerte Nossa Senhora da Graça           | 38°53′40.61″N 7°9′51″O / 38.8946139, -7.16417       | 11,2544        | —              |
| 1367bis-005 | Fortaleza de São Mamede                 | 38°52′16.34″N 7°9′16.8″O / 38.8712056, -7.154667    | 7,9608         | —              |
| 1367bis-006 | Fortaleza de São Pedro                  | 38°52′18.59″N 7°9′54.59″O / 38.8718306, -7.1651639  | 1,9843         | —              |
| 1367bis-007 | Fortaleza de São Domingos               | 38°52′39.59″N 7°10′37.13″O / 38.8776639, -7.1769806 | 12,1989        | —              |

Complementan al polígono defensivo de Elvas:
- Fuerte de São Francisco,
- Fuerte da Piedade.

## Construcciones próximas
- Castillo de Elvas

## Otros recintos amurallados  próximos
- Recinto abaluartado de Badajoz (incluye la Alcazaba-castillo de Badajoz)
- Campo Maior
- Olivenza
- Alburquerque